# 絳県
絳県（こう-けん）は中華人民共和国山西省運城市に位置する県。

## 歴史
南北朝時代、北魏により設置された南絳県を前身とする。539年（大統5年）、西魏により絳県と改称された。

## 行政区画
- 鎮:古絳鎮、横水鎮、陳村鎮、衛荘鎮、麼里鎮、南樊鎮、安峪鎮、大交鎮

郷:郝荘郷、冷口郷